# Rue Terrusse
La rue Terrusse est une voie située dans le 5e arrondissement de Marseille, quartier du Camas. Elle descend d’ouest en est de la rue Saint-Savournin à la rue de l’église Saint-Michel.

## Origine du nom
Elle porte le nom d’Esprit Joseph Terrusse dans la propriété duquel la voie a été tracée.

## Historique
Esprit Joseph Terrusse capitaine de navire de commerce achète en 1822 une grande propriété plantée de vignes et d’arbres fruitiers dans le quartier alors rural du Camas. Faisant suite à sa demande, une délibération du conseil municipal du 6 mai 1829 l'autorise à convertir l'allée la desservant en une voie publique.
Cette nouvelle rue est incluse dans le projet un immense lotissement embrassant une grande partie du quartier conçu par André Chave, autre propriétaire foncier du quartier, qui le soumet à l’approbation de la Ville en 1830. Projet auquel il associe Terrusse ainsi que d'autres propriétaires de terrains limitrophes : Mérentié, Rouget, Briffaut, qui vont aussi donner leur nom à des voies du lotissement. Cette initiative privée va aboutir au cours du XIXe siècle à l'urbanisation de tout le secteur,.
Accompagnant le peuplement du Camas l'église Saint-Michel est construite dans l'axe de la rue Terrusse, sur la place de l'Archange. la première pierre en est posée le 18 avril 1850,.

## Bâtiments remarquables et lieux de mémoire
- Aux no 21-23 le Garage Devoulx de style art déco, construit dans les années 1930 sur les plans de l'architecte Negrel, il comporte plusieurs étages et disposait à l'origine d'un ascenseur à voitures; sa façade ornée d'une sculpture à la gloire de l'automobile est due aux sculpteurs Félix Guis et Alexandre Margherini[5] ;
- Au no 51 une plaque commémorative indique que « Marcel Pagnol de l'Académie française -1893-1971- a vécu de 1908 à 1911 dans cette maison où sa mère est décédée en 1910 » ;
- Au no 46 une plaque rappelle qu’« Ici a vécu Pierre Mouren héro de la Résistance arrêté à l’age de 17 ans mort pour la France au camp de Dachau -15 février 1926 24 février 1945- promu lieutenant à titre posthume » ;
- Au no 44 une plaque « En mémoire du sous-lieutenant Jean Guillot du Hamel des F.F.C.I. né dans cette maison le 7 avril 1912 arrêté par la Gestapo le 2 décembre 1943 déporté à Bergen-Belsen et Flossenburg mort pour la France le 8 juillet 1945 des souffrances endurées » ;
- À l’extrémité est de la rue un cadran solaire est présent sur un mur pignon.